# Jack Sheppard
Jack Sheppard (Spitalfields, 4 de Março de 1702 – Tyburn, 16 de Novembro de 1724) foi um notável ladrão e burlão britânico do início do século XVIII.
Nascido numa família pobre, foi aprendiz de carpinteiro, mas em torno de 1723 começou a dedicar-se ao roubo. Foi detido e preso cinco vezes em 1724 mas escapou quatro vezes, o que fez dele uma figura célebre e muito popular entre os mais desfavorecidos. No final foi detido e condenado à morte, sendo este o fim de uma curta carreira criminal de dois anos.
Destacado pelas suas célebre fugas, uma narrativa biográfica foi lançada logo a seguir à sua execução, crendo-se ter sido escrita por Daniel Defoe, surgindo daí outras ilustres obras.